# Pierre Veyron

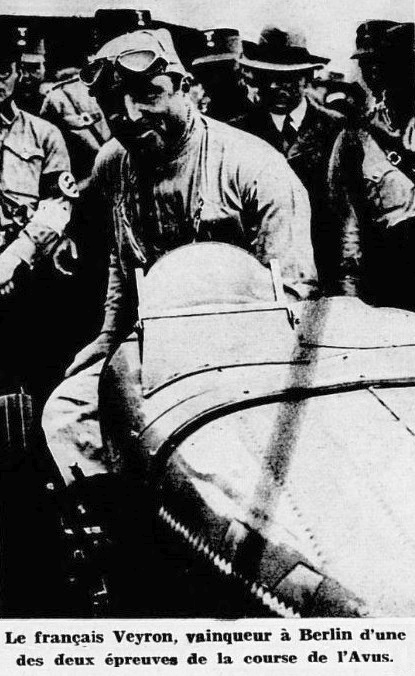
Pierre Veyron in 1934

Pierre Veyron (Les Monts-Verts, 1 oktober 1903 - Èze, 2 november 1970) was een Franse autocoureur. Zijn loopbaan liep van 1933 tot 1953. In 1939 won hij de legendarische 24 uur van Le Mans in een Bugatti Type 57. Hij reed samen met Jean-Pierre Wimille.  
Pierre Veyron overleed in Èze in 1970 op de leeftijd van 67 jaar. 

## Carrière
Veyron begon zijn carrière in 1930 met een EHP waarmee hij tweede werd tijdens de Touring Grand Prix van Oran in de Voiturette-klasse, een klasse van lichtgewicht raceauto’s met een maximale cilinderinhoud van 1500 cc zoals de Alfa Romeo 158/159 Alfetta en de Bugatti Type 13. 
In 1931 reed hij een Bugatti Type 37A, ook in de Voiturette-klasse. Hij won dat jaar de Grand Prix van Genève, en werd tweede in de Grand Prix van Tunis en van Comminges (Saint-Gaudens).
In 1932 was hij succesvol in een achtcilinder Maserati Tipo 26. Hij won de Grand Prix van Casablanca, Lotharingen (Seichamps) en Comminges, en werd tweede in Tunis, Oran en Nice, en bij de Tsjechoslowaakse GP op het circuit van Brno.
In 1933 reed hij de een van de laatste Bugattis Type 51 A. Met deze auto won hij in de Voiturette-klasse races op de AVUS, de Grand Prix van Lwów (Polen) en de Grand Prix de l'Albigeois in Albi. Tweede werd hij bij de Grand Prix van La Baule, en derde in de Eifelrennen (Nürburgring) en de Grand Prix van Dieppe. 
Van 1934 tot en met 1936 was Veyron fabrieksrijder voor Bugatti, opnieuw in de Voiturette-klasse. 
In 1934 won hij op de AVUS en in Albi, en werd tweede bij de Prix de Berne (Bremgarten bei Bern).
In 1935 had Veyron opnieuw een succesvol seizoen, met winst tijdens de Grand Prix van Lotharingen en Albi voor de derde keer op rij. Ook won hij de Grand Prix des Frontieres in zijn klasse en werd tweede algemeen. Ook was hij tweede bij de Tsjechoslowaakse GP en derde in Dieppe.
In 1936 promoveerde Veyron naar de Sportscar-klasse van Bugatti. Hij finishte zesde in de Franse GP, een race over 1.000 kilometer in Montlhéry, samen met W Williams. Bij de Grand Prix de la Marne werd hij vierde. Dat jaar werd hij ook nog tweede in Albi, in de Voiturette-klasse. 
Tussen 1937 en het einde van zijn carrière in 1953 reed Veyron alleen nog op Le Mans. Samen met co-driver Wimille pakte hij in 1939 de winst. Het koppel deed dat in een recordsnelheid. Alle andere jaren wist Veyron niet te finishen op Le Mans. 

## Trivia
Tijdens de Tweede Wereldoorlog was hij actief in het Franse verzet. 
Pierre Veyron is de naamgever van de (bij de introductie) snelste productieauto ooit, de Bugatti Veyron.

## Uitslagen 24 uur van Le Mans
| Jaar | Team                | Auto                  | Co-piloot             | Klassificatie  | Reden van uitvallen |
| ---- | ------------------- | --------------------- | --------------------- | -------------- | ------------------- |
| 1934 | Roger Labric        | Bugatti Type 50S      | Roger Labric          | Niet gefinisht | Motor               |
| 1935 | Roger Labric        | Bugatti Type 50S      | Roger Labric          | Niet gefinisht | Motor               |
| 1937 | Roger Labric        | Bugatti Type 57G Tank | Roger Labric          | Niet gefinisht | Defect              |
| 1939 | Jean-Pierre Wimille | Bugatti Type 57C Tank | Jean-Pierre Wimille   | Totaal winnaar |                     |
| 1949 | Amédéé Gordini      | Simca-Gordini Type 8  | José Scaron           | Niet gefinisht | Kapotte koppeling   |
| 1950 | M.A.P               | M.A.P                 | Francois Lacour       | Niet gefinisht | Lek in de watertank |
| 1951 | Equipe Gordini      | Gordini T15S          | Georges Monneret      | Niet gefinisht | Overbrenging        |
| 1952 | Donald Healey       | Nash Healey           | Yves Giraud-Cabantous | Niet gefinisht | Versnellingsbak     |
| 1953 | Nash-Healey Inc.    | Nash-Healey Sports    | Yves Giraud-Cabantous | Niet gefinisht | Geen oliedruk       |